# Kraagchampignon
De kraagchampignon (Agaricus iodosmus) is een schimmel behorend tot de familie Agaricaceae. Hij leeft saprotroof op de grond in parken en loofhoutsingels op voedselrijke, kleiïge of humeuze bodems. De typesoort is beschreven met materiaal afkomstig uit Marokko.

## Kenmerken
Hoed
De hoed heeft een diameter van 4 tot 20 cm. De vorm is bolvormig, later met een afgeplat centrum en afgeknotte rand. De kleur en structuur van de hoedhuid kan variëren van fijn fibrilleus wit tot schubbig bruingrijs, afhankelijk van de weersomstandigheden.
Lamellen
De lamellen staan vrij of licht aangehecht aan de steel. Ze staan vrij dicht op elkaar. De kleur is witachtig dan roze, uiteindelijk bruinpaars.
Steel
De steel is vol, enigszins clavaat en wordt geel bij kneuzing. In het bovenste gedeelte bevindt zich een ring die driemaal gevouwen is.
Sporen
De sporen zijn breed ellipsvormig, zonder kiempore en meten 4,5-5,5 × 3,4-4,2 µm. Het Q-getal is 1,2 tot 1,4. De basidia bevat vier sporen. Cheilocystidia zijn niet overvloedig aanwezig.

## Verspreiding
Hij komt voor in Europa, waarbij de meeste waarnemingen worden gemeld vanuit Spanje. In Nederland is hij uiterst zeldzaam en staat op de rode lijst in de categorie 'Kwetsbaar'.